# Dehydratisierung (Mineralogie)
Dehydratisierungsreaktionen (Entwässerungsreaktionen) sind Reaktionen, bei denen durch Anstieg der Temperatur das in Mineralen gebundene Kristallwasser freigesetzt wird. Fast alle Reaktionen bei der Gesteinsmetamorphose gehören zu dieser Gruppe. Wasser in Mineralen ist in der Regel das druckübertragende Medium, und der Wasserdruck entspricht daher dem Gesamtdruck des gesamten Systems PH2O = Ptotal.
Eine typische Entwässerungsreaktion in der Mineralogie ist beispielsweise die des Tonminerals Kaolinit, das bei beginnender Metamorphose bei Anwesenheit von Quarz zu Pyrophyllit und Wasser zerfällt:
Al4[(OH)8|Si4O10] + 4 SiO2 → 2 Al2[(OH)2|Si4O10] + H2O
Bei weiter steigender Temperatur geht Pyrophyllit in Andalusit oder Kyanit (Disthen), Quarz und Wasser über:
Al2[(OH)2|Si4O10] → Al2[O|SiO4] + 3 SiO2 + H2O
Weitere Dehydratisierungsreaktionen sind unter anderem der Zerfall von Antigorit zu Forsterit und Talk sowie von Muskovit zu Quarz.